# ジョン・ペンドルトン・ケネディ

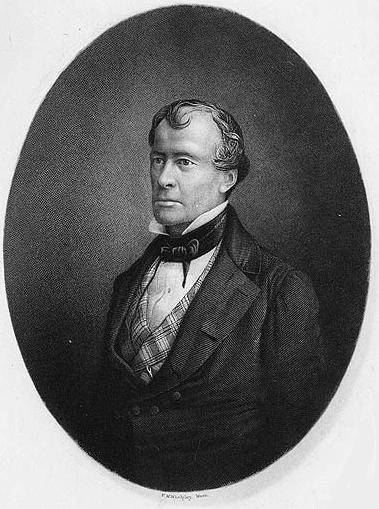
ジョン・ペンドルトン・ケネディ

ジョン・ペンドルトン・ケネディ（John Pendleton Kennedy, 1795年10月25日 - 1870年8月18日）は、アメリカ合衆国の小説家、政治家。1852年から1853年まで第21代アメリカ合衆国海軍長官を務めた。

## 生涯
1795年、メリーランド州ボルチモアで生まれた。私立学校で学んだ後、1812年にボルチモア大学を卒業した。同年の米英戦争で志願兵として陸軍に入隊し、ブラーデンスバーグの戦いやノースポイントの戦いに参加した。その後1816年に弁護士として認可を受け弁護士業を開業したが、法律の世界よりも文学や政治の世界に強い関心を抱き1832年に『Swallow Barn』を、1835年に『Horse-Shoe Robinson』を発表し、アメリカのフィクション小説の歴史に確固たる地位を築いた。政治家としてはホイッグ党の党員として活動し、1820年にメリーランド州下院の議席を勝ち取り、1821年から1823年まで州下院議員を務めた。1823年1月27日、駐チリ公使館書記官に指名されたが、実際に赴任することなく同年6月23日に辞職した。
1838年、連邦下院議員アイザック・マッキムからメリーランド州第4選挙区の議席を引き継いだが、同年の選挙で議席を失した。1840年、続く1842年にも再選を果たしたがテキサス併合に強く反対したために1844年の選挙で敗北した。連邦議会においてはサミュエル・モールスが発明した電信機のテストのために3万ドルを拠出することを主導した。
1852年7月、ミラード・フィルモア大統領から海軍長官に任命される。ケネディの海軍長官在任中、アメリカ海軍では4組の大規模な遠征艦隊が組織された。日本に開国を要求するために派遣されたマシュー・ペリー准将の艦隊や、アマゾン川流域の探検のために派遣されたウィリアム・ルイス・ハーンドン中尉とラードナー・ギボン中尉の艦隊が代表である。1853年3月フィルモア大統領の任期満了に伴い海軍長官を退任した。しかしその後も政治への強い関心を持ち続け、南北戦争において合衆国側を支持した。南北戦争終戦後は南部の戦争責任者に対する恩赦を主張した。1870年、ロードアイランド州ニューポートで死去した。遺体はメリーランド州ボルチモアのグリーンマウント墓地に埋葬された。死後、その功績が称えられ、アメリカ海軍において以下の艦船にその名が付けられた。
- USS John P. Kennedy
- USS Kennedy (DD-306)